# Spogostylum austeni
Spogostylum austeni är en tvåvingeart som beskrevs av Enrico Adelelmo Brunetti 1920. Spogostylum austeni ingår i släktet Spogostylum och familjen svävflugor. Inga underarter finns listade i Catalogue of Life.